# Unseres Herren Ruh (Reichertsried)

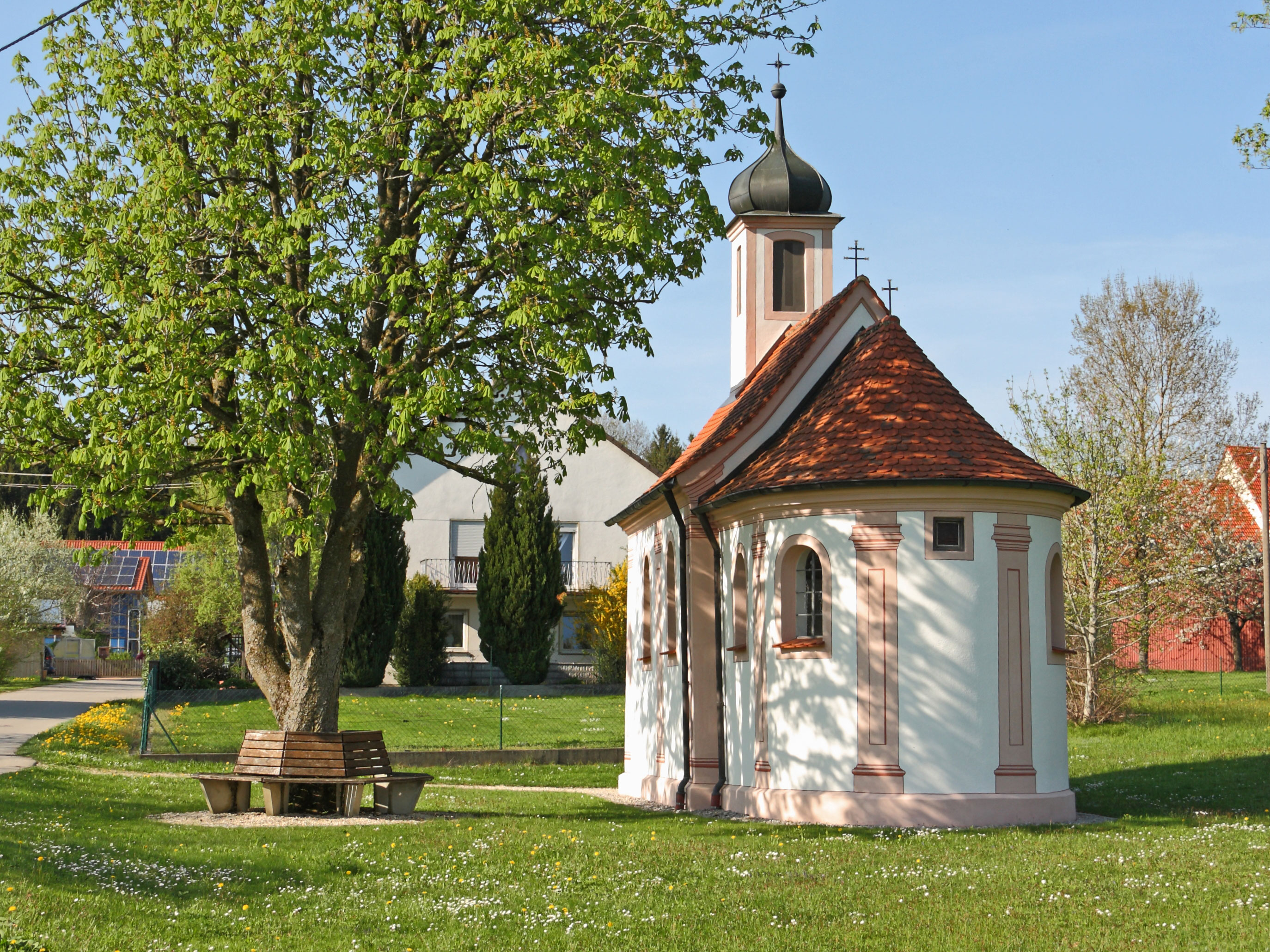
Kapelle in Reichertsried

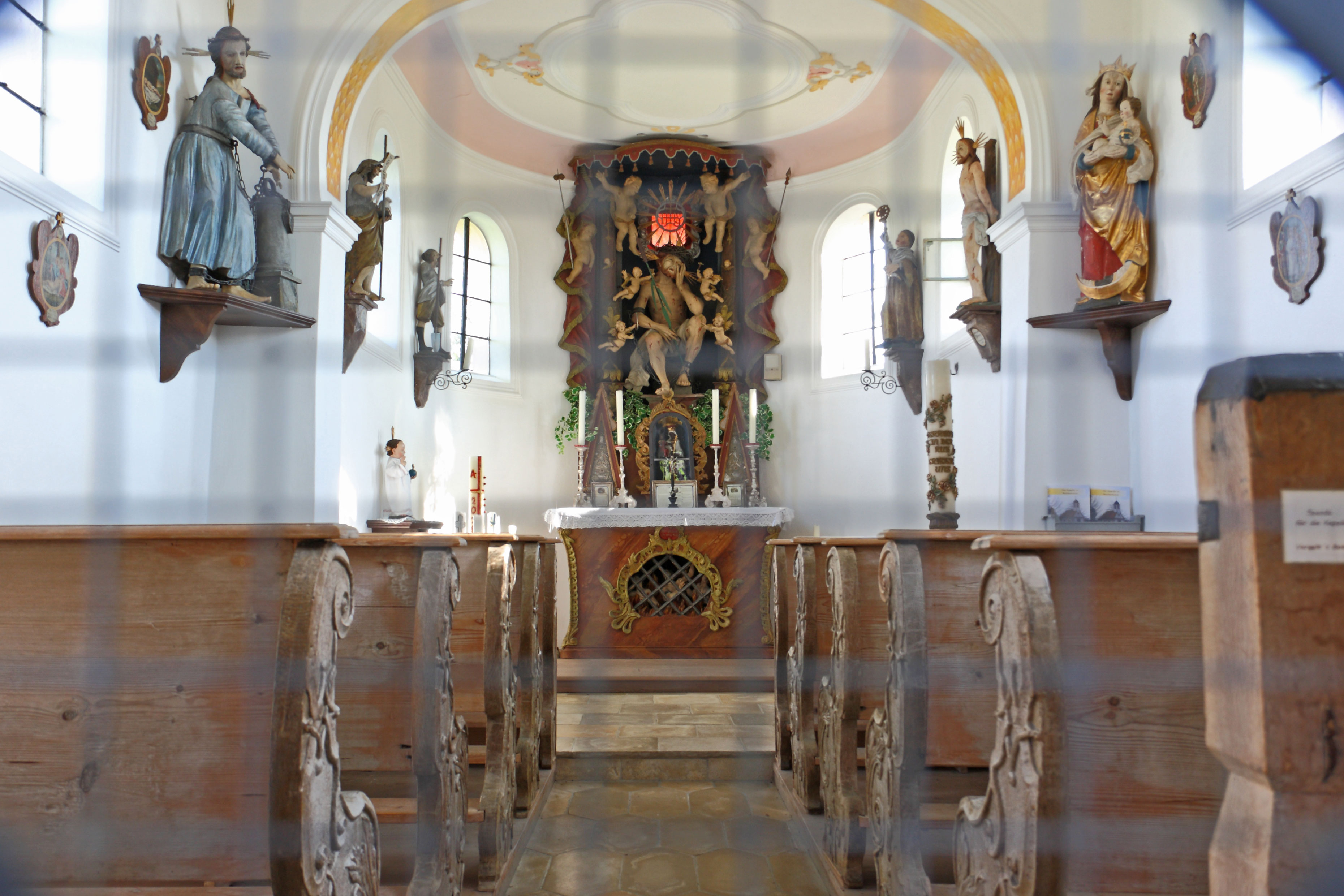
Innenansicht

Die katholische Kapelle Unseres Herren Ruh in Reichertsried, einem Gemeindeteil von Münsterhausen im schwäbischen Landkreis Günzburg in Bayern, wurde in den 1720er Jahren von den Freiherren von Heidenheim errichtet. Die Kapelle in einer Bodensenke der Hochebene, östlich des Unterdorfes von Münsterhausen gelegen, ist ein geschütztes Baudenkmal.
Der neun Meter lange und viereinhalb Meter breite Saalbau mit halbrund geschlossenem Chor und Dachreiter ist nach Süden orientiert. Er besitzt eine aufgemalte Pilastergliederung, die bei der Renovierung 1982/83 erneuert wurde.
Der über einer Voute flach gedeckte Raum mit eingezogenem, korbbogigem Triumphbogen und apsidialem Chorschluss besitzt eine volkstümliche Ausstattung des 18. Jahrhunderts. Erwähnenswert ist die gefasste Holzfigur des sitzenden Schmerzhaften Heilands im Altar sowie eine Madonna mit Kind (um 1500).